# 243 Ida
A 243 Ida aszteroida a Kisbolygóövben. 1884. szeptember 29-én fedezte fel Johann Palisa Bécsben. Az első aszteroida, amelyről fölfedezték, hogy holdja van (a Dactyl). Az öv harmadik legnagyobb objektuma. A Galileo űrszonda 1993. augusztus 28-án elrepült mellette.

## Holdja
A Galileo űrszonda 1993. augusztus 28-án fényképezte le. 1994. február 17-én a visszaküldött fényképeken fedezték fel a holdat. Kezdeti jelzése S/1993 (243) 1 volt.
A Dactyl átmérője 1,4 km, 1,54 nap alatt kerüli meg az Idát, 108 km átlagos távolságban, 9°-os elhajlással az Ida egyenlítői síkjához képest. A hold pályája nem pontosan ismert, mert a Galileo űrszonda majdnem a pályasíkban repült el mellettük.
Még nem tisztázódott a Dactyl eredete. A két fő elmélet szerint az Idával egyszerre jött létre, vagy egy későbbi becsapódás során keletkezett. Mindkét elméletnek vannak hiányosságai.

## Fizikai tulajdonságai

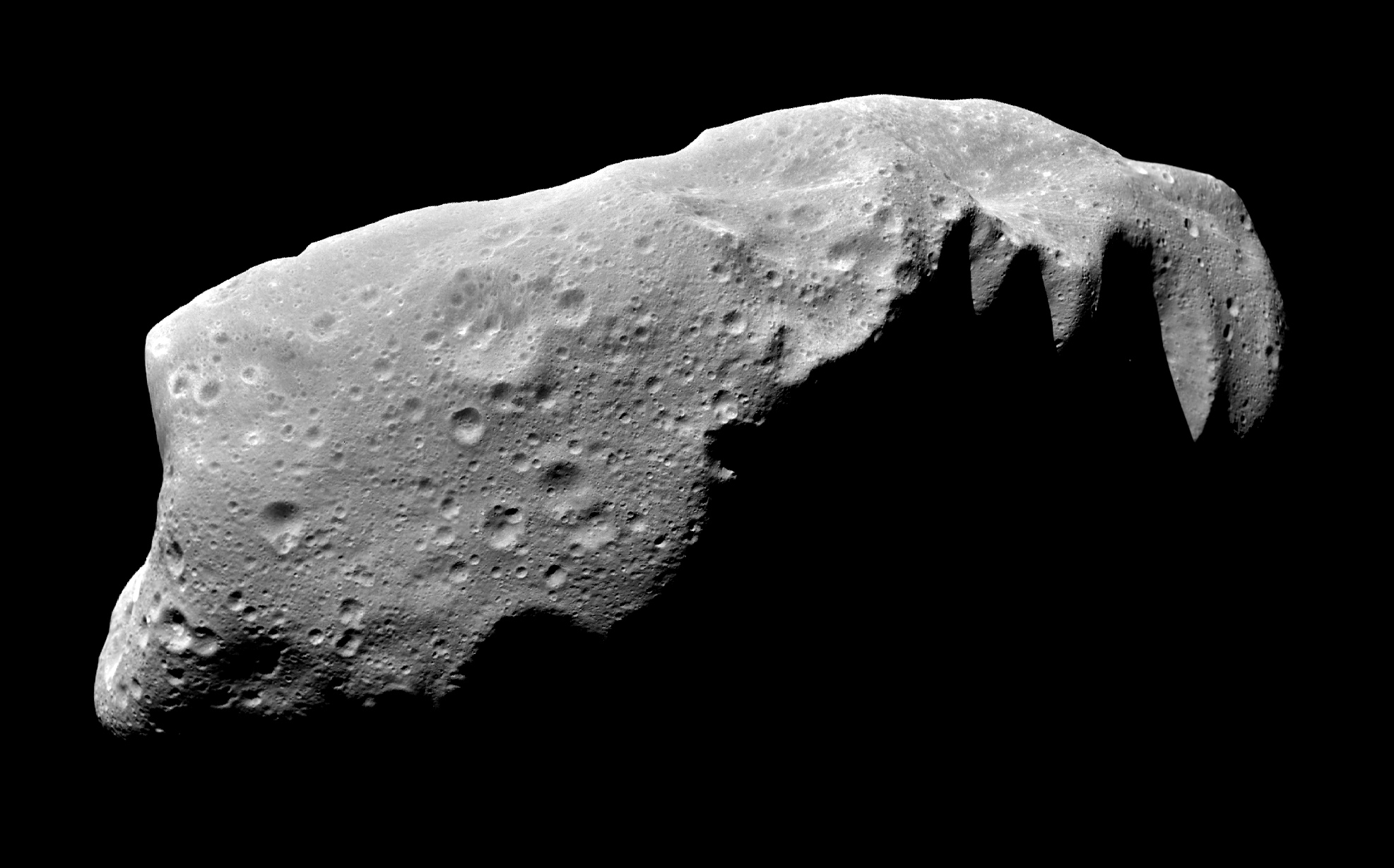
Az Ida kisbolygó kráterezett felszíne

Az Ida szabálytalan (krumpli) alakú. Átmérője 32 km, forgásideje 4,63 óra, sűrűsége 2,2-2,9 g/cm³.